# Землетрясение у южного побережья провинции Папуа (2010)
Землетрясение магнитудой 7,0 произошло 29 сентября 2010 года в 17:11:25 (UTC) у южного побережья индонезийской провинции Папуа, в 134,0 км к востоку-северо-востоку от города Туал (провинция Малуку). Гипоцентр землетрясения располагался на глубине 26,0 км. Интенсивность землетрясения — VIII по шкале Меркалли.
Землетрясение ощущалось в населённых пунктах: Туал, Набире, Факфак, Каимана, Аберпура, Амбон, Мерауке, Соронг. Подземные толчки ощущались и в Австралии: в Дарвине, Элко, Говард-Спрингс, Кэтрин, Палмерстон. В результате землетрясения сообщений о жертвах и разрушениях не поступало.

## Тектонические условия региона
Землетрясение 29 сентября 2010 года произошло в результате неглубокого сброса на границе взаимодействия литосферных плит в восточной Индонезии, к северо-западу от островов Ару.
Восточная Индонезия характеризуется сложной тектоникой, в которой движения многочисленных небольших литосферных плит обеспечивают крупномасштабную конвергенцию между Австралийской плитой, Зондской, Тихоокеанской и плитой Филиппинского моря. Эпицентр землетрясения 29 сентября находится недалеко от границы между плитой моря Банда и собственно Австралийской плитой, которая ориентирована на северо-северо-восток. В широком масштабе в районе эпицентра землетрясения Австралийская плита движется на север относительно Зондской плиты со скоростью около 77 мм/год. Плита моря Банда движется на запад относительно Австралийской плиты со скоростью около 15 мм/год.
Землетрясению 29 сентября предшествовал форшок магнитудой 6,2, произошедший примерно за 27 секунд раньше основного сейсмического удара, почти в том же эпицентре. Восточная Индонезия — сейсмически активная зона с частыми умеренными и сильными землетрясениями. По состоянию на 2017 год в этом регионе за последние 50 лет в пределах 300 км от эпицентра землетрясения 29 сентября 2010 года произошло более 30 землетрясений магнитудой более 6,0.